# Tinduf
Tinduf (arab.: تيندوف, fr. Tindouf) – miasto w Algierii, stolica prowincji Tinduf; ok. 58 tys. mieszkańców (2012). W pobliżu znajduje się kilka algierskich baz wojskowych oraz obozy dla uchodźców z Sahary Zachodniej (zob. Sahrawi). W jednym z nich działa front Polisario, walczący o niezależność Sahary Zachodniej od Maroka.

## Historia
Osada została założona w pobliżu pojedynczej oazy na Saharze w 1852 roku przez plemię Tajakant, lecz zniszczyli je członkowie innego plemienia Reguibat w 1895 roku. Miejsce pozostało niezamieszkane aż do czasu przybycia wojsk francuskich w 1934 roku. Po uzyskaniu przez Algierię niepodległości w 1962 roku miasto się rozrastało, m.in. ze względu na strategiczne położenie w pobliżu zbiegu granic z Mauretanią, Marokiem i Saharą Zachodnią, ale także ze względu na duży napływ uciekinierów z Sahary Zachodniej.
W lutym 2006 roku miasto poważnie ucierpiało w wyniku powodzi.

## Miasta partnerskie
- Valladolid, Hiszpania